# Praděd (nationaal natuurreservaat)

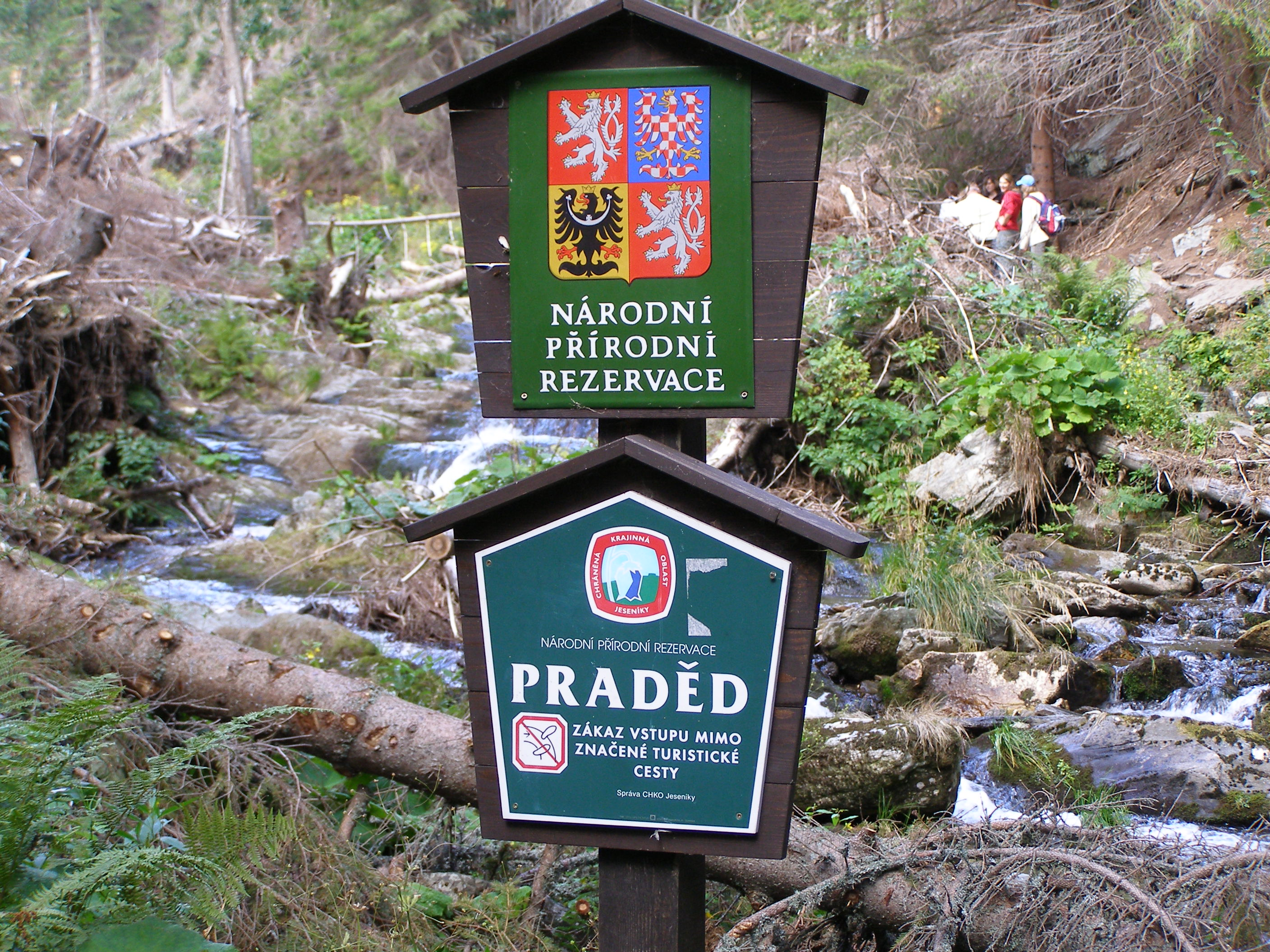
NPR Praděd

Het Tsjechische nationale natuurreservaat Praděd bestaat uit het meest bergachtige gedeelte van het berglandschap  Hrubý Jesenik, en varieert in hoogte van 820 tot 1491,2 meter. Het karakter van het landschap is zeer gevarieerd, van het rivierdal  van de Bila Opava tot kale hoogvlaktes  met verweerde rotspartijen  en steile, ketelvormige dalen. Op de hoogste bergtop van de Jeseniky  wordt dezelfde natuur aangetroffen als op noordelijke toendra’s, en hebben endemische soorten gewassen zich kunnen handhaven. 
Het natuurreservaat  Praděd beslaat een oppervlakte van 2031,4 hectare, en ligt op de grens van de districten Olomouc en Moravië-Silezië. De hoogste berg is de Praděd (1491,2 m), en is hiermee de hoogste berg van Moravië. Andere bergen zijn de Maly Děd (1355 m), Petrovy Kameny (1446 m), Vysoká Hole (1465 m), Velký Máj (1384 m) en Jelení Hřbet (1367 m).  Bij de Praděd bevinden zich verschillende toeristisch aantrekkelijke bergplaatsen, zoals Bělá pod Pradědem, Karlova Studánka  (een bronnenbadplaats)  Loučná nad Desnou  en Kouty ( skigebieden).  

## De Praděd: geschiedenis van  de zendmast
Op de top van de Praděd stond oorspronkelijk een stenen gebouw met een hoogte van 32,5 meter, welke als zendmast dienstdeed. Dit gebouw dateerde uit 1903. De toren was gebouwd in de romantische stijl van een oud Gotisch kasteel. Oorspronkelijk heette de toren Habsburgwarte, maar in 1938 werd de toren omgedoopt in ‘Adolf Hitler Turm’. Na de Tweede Wereldoorlog raakte de toren in verval, en werd in 1959 gesloopt. Een kopie van de toren staat sinds 2004 op de berg Wetzstein, in het Thüringerwald in Duitsland.
In 1968 werd begonnen met de bouw van 162 meter hoge zendmast.  Hiervoor werd een speciale autoweg aangelegd van Ovčarná naar de berg Praděd. In 1983 was de toren klaar, en werd het bijbehorende restaurant geopend. De toren is een drukbezochte toeristische attractie. Bij helder weer zijn Hoge Tatra in Slowakije te zien, de Lage Alpen in Oostenrijk en Polen.

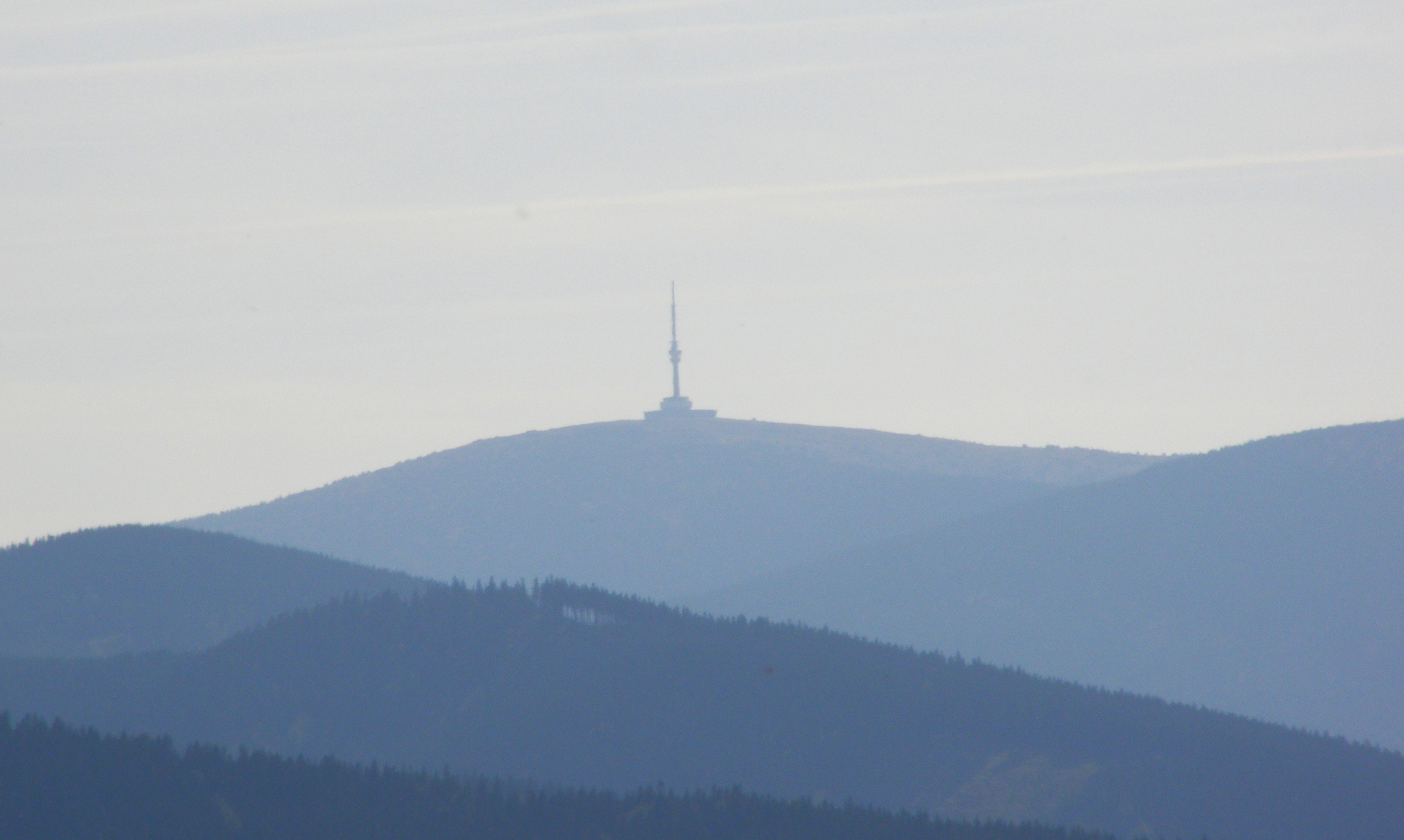
Panorama Praděd